# Molly C. Quinn

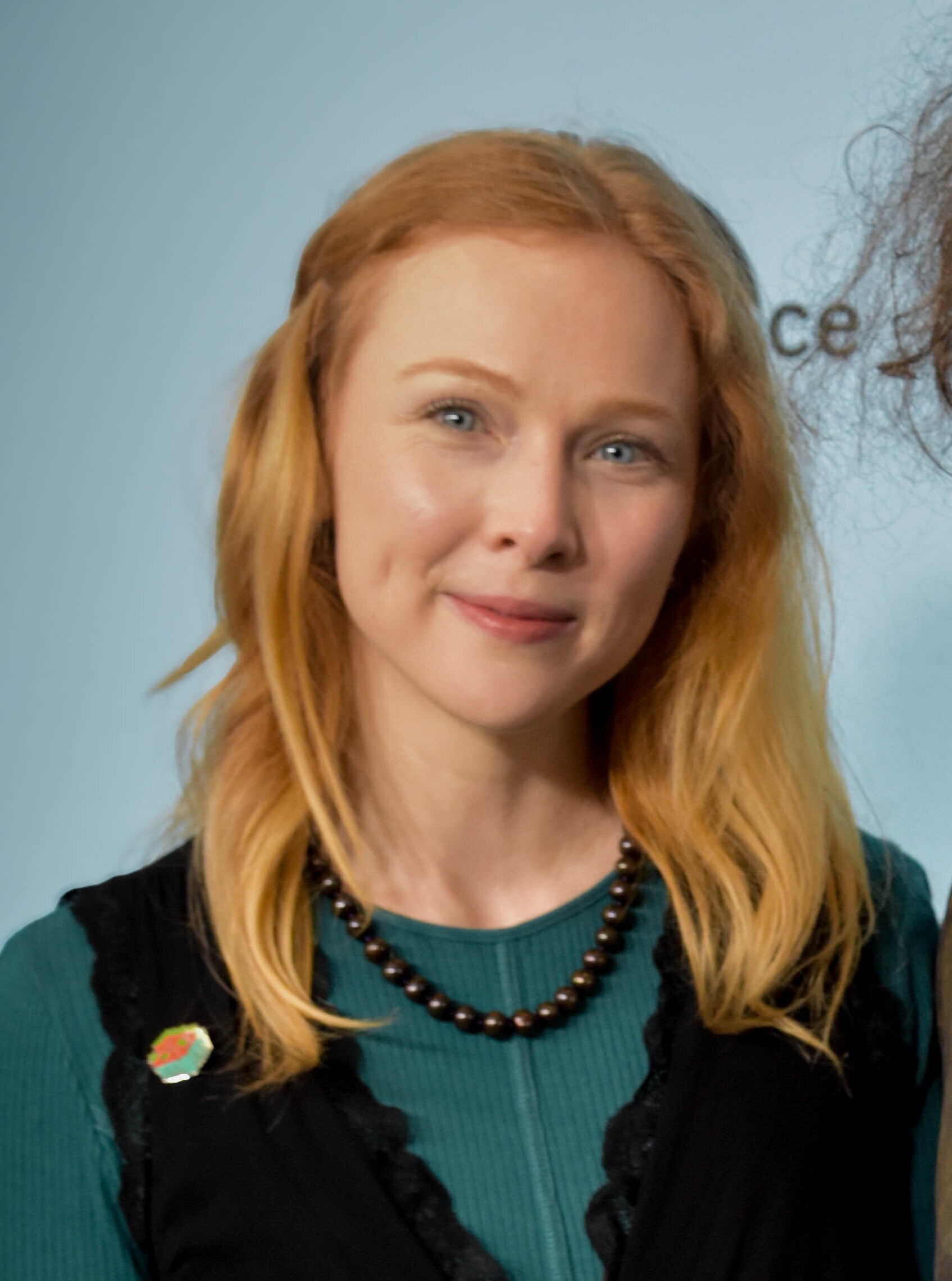
Molly Quinn (2025)

Molly Caitlyn Quinn (* 8. Oktober 1993 in Texarkana, Texas) ist eine US-amerikanische Schauspielerin. Bekanntheit erlangte sie durch ihre Rolle der Alexis Castle in der Krimiserie Castle.

## Leben
Quinn wurde in Texarkana, Texas, geboren. Nachdem sie im Alter von sechs Jahren bei einer Gemeinde-Aufführung von Der Nussknacker mitgewirkt hatte, begann sie wöchentlichen Unterricht beim ehemaligen Regisseur und Produzenten Martin Beck zu nehmen. In ihrem sechsten Schuljahr sprach sie beim „Young Actors Studio“ und der „Osbrink Talent Agency“ vor und unterschrieb nach weiteren 6 Monaten Schauspielunterricht ihren ersten Vertrag bei Osbrink. Anschließend wurde sie entweder von Ellen Meyer Management unter Vertrag genommen oder von Management 360.

## Filmografie (Auswahl)
Filme
- 2007: Walk Hard: Die Dewey Cox Story (Walk Hard: The Dewey Cox Story)[6]
- 2009: My One and Only[6]
- 2009: Disneys Eine Weihnachtsgeschichte (A Christmas Carol)
- 2010: Die Tochter von Avalon (Avalon High)
- 2012: The First Time – Dein erstes Mal vergisst du nie! (The First Time)
- 2013: Wir sind die Millers (We’re the Millers)
- 2013: Hänsel und Gretel – Black Forest (Hänsel & Gretel Get Baked)
- 2015: Welcome to Happiness
- 2017: Newly Single
- 2017: Guardians of the Galaxy Vol. 2
- 2017: Last Rampage – Der Ausbruch des Gary Tison (Last Rampage)
- 2021: Agnes – Face your Demons (Agnes)
- 2023: Guardians of the Galaxy Vol. 3
- 2024: The Life of Chuck

Serien
- 2009–2016: Castle (141 Episoden)
- 2011: Ben 10: Ultimate Alien (Stimme, 2 Episoden)
- 2011–2015: Winx Club (Stimme, 110 Episoden)
- 2019: The Fix (2 Episoden)
- 2019: The InBetween (Episode 1x07, Let Me in Your Window)
- 2021, 2023: The Rookie (2 Episoden)
- 2023: Der Untergang des Hauses Usher (The Fall of the House of Usher, Episode 1x02, The Masque of the Red Death)